# Nefoneut
Nefoneut is een bestuurslaag in het regentschap Kupang van de provincie Oost-Nusa Tenggara, Indonesië. Nefoneut telt 487 inwoners (volkstelling 2010).